# Benoît Fond
Benoit Fond est un homme politique français né le 9 octobre 1793 à Orliénas (Rhône) et décédé le 10 septembre 1888 à Chaponost (Rhône).
Maire de Chaponost, il est député du Rhône de 1849 à 1851, siégeant à gauche.

## Sources
- « Benoît Fond », dans Adolphe Robert et Gaston Cougny, Dictionnaire des parlementaires français, Edgar Bourloton, 1889-1891 [détail de l’édition]